# Bruchophagus incrassatus
Bruchophagus incrassatus är en stekelart som först beskrevs av Thomson 1876.  Bruchophagus incrassatus ingår i släktet Bruchophagus och familjen kragglanssteklar. Arten är reproducerande i Sverige. Inga underarter finns listade.